# Romane Dicko
Romane Dicko (Clamart, 30 settembre 1999) è una judoka francese.

## Palmarès
- Olimpiadi

Tokyo 2020: oro nella gara a squadre, bronzo nei +78 kg.
Parigi 2024: oro nella gara a squadre, bronzo nei +78 kg.
- Mondiali

Budapest 2017: bronzo nella gara a squadre.
Tashkent 2022: oro nei +78 kg, argento nella gara a squadre.
Doha 2023: argento nella gara a squadre.
Budapest 2025: bronzo nei +78 kg.
- Europei

Tel Aviv 2018: oro nei +78 kg.
Praga 2020: oro nei +78 kg.
Sofia 2022: oro nei +78 kg.
Montpellier 2023: oro nei +78 kg.
Podgorica 2025: oro nei +78 kg.
- Europei juniores

Maribor 2017: oro nei +78 kg.
- Europei cadetti

Vantaa 2016: oro nei +70 kg.

### Vittorie nel circuito IJF
| Data            | Località | Paese   | Categoria  |
| --------------- | -------- | ------- | ---------- |
| 1º aprile 2018  | Tbilisi  | Georgia | Grand Prix |
| 25 gennaio 2020 | Tel Aviv | Israele | Grand Prix |
| 9 febbraio 2020 | Parigi   | Francia | Grand Slam |